# Капуччини, Мигель
Миге́ль Капуччи́ни (исп. и итал. Miguel Capuccini; 5 января, 1904, Монтевидео — 9 июня 1980) — уругвайский футболист, участник первого чемпионата мира 1930 года в составе своей сборной.

## Биография
Мигель Капуччини за свою клубную карьеру выступал в «Монтевидео Уондерерс» и «Пеньяроль». В 1927 году дебютировал за сборную Уругвая в товарищеском матче против сборной Аргентины. В Монтевидео уругвайцы уступили с минимальным счётом 0:1. В том же году в составе сборной Уругвая выступил на чемпионате Южной Америки. В Перу «Селесте» финишировала на втором месте вслед за аргентинцами, а Капуччини, представлявший «Уондерерс», был основным вратарём во всех трёх сыгранных матчах. При этом в двух из трёх матче он сохранил свои ворота в неприкосновенности, поскольку уругвайцы разгромили Перу 4:0 и Боливию 9:0. Лишь аргентинская сборная сумела забить Мигелю и выиграть очную встречу (как и чемпионат) 3:2.
Последний матч за сборную Мигель Капуччини сыграл 10 декабря 1927 года в Сантьяго — уругвайцы в товарищеском матче обыграли хозяев поля, чилийцев, со счётом 3:2.
Поскольку Капуччини был резервным вратарём, он не сыграл на чемпионате мира 1930 года ни одного матча, однако также стал чемпионом мира. На тот момент Капуччини выступал уже за «Пеньяроль». В составе этого клуба Капуччини трижды стал чемпионом Уругвая.

## Титулы
- Чемпион Уругвая (3): 1928, 1929, 1932
- Чемпион мира (1): 1930